# Alexia Rivas Serrano
Alexia Rivas Serrano (Ponferrada, Lleó; 20 gener de 1993) és una periodista espanyola que ha participat com a presentadora i reportera en diferents mitjans de comunicació com  Marca, 13TV, La Sexta o Telecinco. Va saltar a la popularitat a Espanya pel conegut «Merlos Place», durant la pandèmia pel COVID-19, quan la reportera va aparèixer de fons en una videoconferència d'Alfonso Merlos a casa, destapant així una infidelitat a la parella d'aquest.

## Biografia
Nascuda a Ponferrada (Lleó) el 1993, va estudiar a l'Escola Superior d'Art Dramàtic de Galícia entre 2011 i 2013. Més tard, es va mudar a Madrid, on es graduar en periodisme per la Universitat Rei Joan Carles en 2016. Va començar la seva experiència a  Marca Plus , secció de diari esportiu Marca, com a reportera, redactora i presentadora. Més tard va presentar de manera eventual un magazine d'actualitat en Castella i Lleó Televisió. Després, va ser redactora i reportera a l'informatiu esportiu de 13TV i en els informatius de la mateixa cadena.
En 2017 s'uneix a l'equip de reporters de  Més val tard  a La Sexta, en el qual es manté fins al 2018. Aquest mateix any s'incorpora com a reportera, redactora i col·laboradora en el programa de Telecinco  socialité , presentat per María Patiño. En aquest programa es manté fins a l'escàndol «Merlos Place» en 2020. al març de 2021 es confirma el seu fitxatge com a concursant de  Supervivents  a Telecinco. Després de 35 dies en el concurs, Alexia, es va convertir en la 3.ª expulsada de l'edició. Després seva participació a Supervivientes, fitxa com a col·laboradora de  Sobreviuré  a Mitele, presentat per Nagore Robles i de  divendres Deluxe  a Telecinco.

### Escàndol del «Merlos Place»
A l'abril de 2020, coincidint en ple confinament domiciliari per la pandèmia de l'COVID-19, Alexia va protagonitzar l'escàndol conegut com «Merlos Place» juntament amb Alfons Merlos i Marta López. Cal destacar que Alexia Rivas, com graduada en periodisme, ja era coneguda pel seu treball en Socialite.) Aquest fet és degut al fet que, durant una emissió de el programa  Estat d'Alarma  -emès en YouTube i gravat en el seu habitatge habitual, a causa del confinament- es descobreix una infidelitat per part de Merlos a López amb Alexia, que apareixia per un descuit en bikini de fons. Primerament, l'escàndol es va convertir en trending topic en xarxes socials. Dies després, salt a la premsa rosa, on es va estar comentant el tema en diversos mitjans de comunicació, revistes i programes de televisió el tema també va ser tractat per la premsa internacional, arribant a ser comentat per Whoopi Goldberg en el programa  The View.